# Bermellar
Bermellar ist eine spanische Gemeinde (municipio) im Nordwesten der Provinz Salamanca.
Die Gemeinde zählt 131 Einwohner (Stand: 2024). Der Ursprung des heutigen Dorfes Bermellar geht auf eine keltische Siedlung zurück, von der immer noch Ruinen erhalten sind.
In der Gemeinde wird Spanisch und Leonesisch gesprochen.